# Georgij Maksimilianovič Malenkov
(Georgij Maksimilianovič Malenkov, 10 marzo 1953)
Georgij Maksimilianovič Malenkov, in russo Гео́ргий Максимилиа́нович Маленко́в? (Orenburg, 6 dicembre 1901 – Mosca, 14 gennaio 1988), è stato un politico sovietico, capo del Partito Comunista dell'Unione Sovietica e attivo collaboratore di Stalin. Divenne per breve tempo leader dell'Unione Sovietica (marzo–settembre 1953) dopo la morte di Stalin e fu Presidente del Consiglio dei ministri dell'URSS dal 1953 al 1955.

## Biografia
Malenkov nacque il 6 dicembre 1901 (23 novembre 1901, secondo il vecchio calendario giuliano) a Orenburg, in Russia. I suoi antenati paterni erano emigrati durante il XVIII secolo dalla zona di Ohrid nell'eyalet di Rumelia (l'attuale Macedonia del Nord). Alcuni di loro avevano servito come ufficiali nell'Esercito imperiale russo. Suo padre era un ricco agricoltore nella provincia di Orenburg. Malenkov entrò nell'Armata Rossa nel 1919 e nel Partito Comunista nell'aprile 1920. Durante il servizio militare, egli fu anche un commissario politico. Dopo la vittoria dell'Armata Rossa nel 1921, Malenkov studiò a Mosca nella Scuola Tecnica Superiore. Dopo la promozione nel 1925, lavorò nel Partito Comunista e divenne uno dei confidenti di Stalin. Insieme a Lavrentij Berija, Malenkov aiutò Stalin durante la purghe dei tardi anni trenta. Malenkov divenne successivamente un rivale di Berija.
Nominato candidato per il Politburo, Malenkov vi entrò nel 1946. Sebbene Malenkov inizialmente avesse perso la posizione di favorito, a vantaggio di Andrej Aleksandrovič Ždanov e Berija, ritornò presto nel favore di Stalin, specialmente in seguito alla morte di Ždanov (1948). Berija si unì a Malenkov, ed entrambi videro tutti gli alleati di Ždanov purgati dal Partito e inviati nei Gulag. Nel 1952, Malenkov divenne membro del Comitato Centrale del PCUS. La morte di Stalin, nel 1953, portò per un breve periodo Malenkov alla più alta carica dell'URSS. Con l'appoggio di Berija divenne presidente del Consiglio dei ministri e, per un breve periodo, riuscì a controllare l'apparato del PCUS, ma dovette farsi da parte il 13 marzo, a causa dell'opposizione di altri membri del Presidium. Nikita Sergeevič Chruščёv assunse l'incarico di segretario generale in settembre avviando un periodo di duumvirato "Malenkov-Chruščёv".
Malenkov mantenne la carica di premier per due anni, nei quali espresse la sua opposizione all'armamento nucleare, dichiarando che una guerra nucleare avrebbe potuto portare alla distruzione globale. Sostenne inoltre la conversione dell'economia verso la produzione di beni di consumo a scapito dell'industria pesante. Fu costretto a dimettersi nel febbraio 1955, dopo essere finito sotto attacco per la sua vicinanza a Berija (che era stato giustiziato come traditore nel dicembre 1953) e per il fallimento delle sue politiche di governo.
Malenkov rimase all'interno del Presidium. Comunque, nel 1957 venne nuovamente costretto a dimettersi a causa del fallito tentativo di deporre Chruščёv, condotto assieme a Nikolaj Bulganin, Vjačeslav Molotov, e Lazar' Kaganovič (il cosiddetto gruppo antipartito). Nel 1961, venne espulso dal Partito Comunista ed esiliato all'interno dell'Unione Sovietica. Divenne direttore generale della centrale idroelettrica di Ust-Kamenogorsk, in Kazakistan. Andato in pensione, morì a Mosca all'età di 86 anni ed è lì sepolto, nel cimitero di Kuncevo (distretto amministrativo occidentale della capitale).

### Ascesa all'interno del Partito Comunista
Dopo la guerra civile russa, Malenkov si costruì rapidamente la reputazione di bolscevico "duro e puro". Fu promosso nei ranghi del Partito Comunista e negli anni venti divenne segretario comunista dell'Istituto Superiore Tecnologico di Mosca. Fonti russe indicano che, invece di proseguire gli studi, Malenkov scelse di far carriera nel Partito, e non completò mai il proprio percorso universitario.
Nel 1924, Stalin notò Malenkov e lo fece assegnare all'Orgburo della commissione centrale del Partito Comunista Sovietico. Malenkov fu incaricato di tenere conto dei membri iscritti al Partito, e in questo lavoro divenne uno stretto collaboratore dello stesso Stalin e successivamente coinvolto in larga parte nell'organizzazione dei processi pubblici delle "Grandi purghe". Nel 1938 fu una delle figure chiave nella caduta in disgrazia del capo dell'NKVD Nikolaj Ivanovič Ežov. Nel febbraio 1941 Malenkov divenne un membro candidato del Politburo.

### Seconda guerra mondiale
A seguito dell'invasione dell'Unione Sovietica da parte della Germania nazista nel giugno 1941, Malenkov entrò a far parte del Comitato di Difesa dello Stato, insieme a Berija, Vorošilov, Molotov, e Stalin. Questo gruppo ristretto di dirigenti mantenne un controllo totale su tutti gli aspetti politici ed economici della nazione, e Malenkov divenne uno dei cinque uomini più potenti di tutta l'Unione Sovietica durante la seconda guerra mondiale. Nel periodo 1941–1943, come membro del Comitato si occupò principalmente di supervisionare la produzione di aerei da guerra e lo sviluppo di armi nucleari.

### Attacco a Georgij Žukov
Georgij Konstantinovič Žukov fu uno dei maggiori comandanti sovietici durante la seconda guerra mondiale, vincitore di numerose battaglie contro i nazisti, come l'assedio di Leningrado, la battaglia di Stalingrado, e la battaglia di Berlino. Stalin e Malenkov diventarono sospettosi del prestigio di Žukov, preoccupandosi del fatto che potesse sviluppare delle tendenze capitaliste, a causa della sua ben nota amicizia con il generale statunitense Eisenhower.
Alla fine del conflitto mondiale, Malenkov si schierò contro molti di coloro che erano considerati eroi di guerra sovietici, come Žukov, Gordin, Ribakovskij ed altri generali. Le accuse di Malenkov contro Žukov erano basate principalmente su presunti rapporti con gruppi controrivoluzionari e sull'accusa personale di "Bonapartismo". Presto Žukov venne degradato e trasferito ad Odessa per svolgere incarichi inferiori. Žukov ebbe il suo primo infarto non molto tempo dopo, e le preoccupazioni di Malenkov su di lui erano in gran parte già svanite.
Dopo l'attacco a Žukov, Malenkov acquistò potere nella cerchia dei collaboratori fidati di Stalin. Nel 1946 fu nominato membro candidato al Politburo. Anche se Malenkov venne temporaneamente messo in ombra da suoi rivali quali Andrej Ždanov e Lavrentij Berija, presto egli tornò nelle grazie di Stalin, specialmente dopo la misteriosa morte di Ždanov nel 1948. Quello stesso anno, Malenkov divenne Primo Segretario del Comitato Centrale del PCUS.

### Attacco a Leningrado
Al termine della seconda guerra mondiale, Malenkov mise in atto il piano di Stalin per distruggere tutta la competizione politica e culturale proveniente dalla città di Leningrado, ex capitale della Russia, in modo da concentrare tutto il potere a Mosca. Leningrado e i suoi leader di partito si erano guadagnati enorme rispetto e fama grazie alla resistenza eroica durante il terribile assedio di Leningrado. Sia Stalin che Malenkov avevano già espresso in passato il proprio disprezzo verso chi era nato e aveva studiato a Leningrado, quindi organizzarono un attacco nei confronti dell'élite culturale della città.
Berija, Malenkov, ed Abakumov portarono avanti un'azione repressiva nei confronti di alcuni loro rivali con l'operazione nota come "affare di Leningrado", nell'ambito della quale furono giustiziati alcuni importanti esponenti politici leningradesi del gruppo legato a Ždanov, e altri oppositori furono mandati nei Gulag con l'approvazione di Stalin. Malenkov in persona ordinò la distruzione del museo dell'assedio di Leningrado dichiarando che il mito della "strenua resistenza dei 900 giorni dei leningradesi" era una menzogna diffusa da traditori per screditare la grandezza del compagno Stalin. Contemporaneamente, Malenkov sostituì tutta la dirigenza comunista di Leningrado e provincia con fedelissimi a Stalin. Quindi, per testare l'affidabilità di Malenkov come suo potenziale successore, l'anziano Stalin iniziò a diminuire la propria attività politica delegando sempre più le questioni importanti a Malenkov. Nell'ottobre 1952 Stalin abolì formalmente la carica di Segretario Generale, sebbene ciò non ne diminuì l'autorità.
Tra il 1952 ed il 1953, molte copertine del Time indicarono Malenkov come il più accreditato successore di Stalin.

### Presidenza e duumvirato
Stalin morì il 5 marzo 1953 e, quattro giorni dopo, Malenkov, Molotov, Berija, e Nikita Chruščёv presenziarono al suo funerale pronunciandone il discorso funebre. Il 6 marzo, il giorno dopo il decesso del dittatore, Malenkov gli succedette alla carica di premier dell'Unione Sovietica. Il 7 marzo il nome di Malenkov apparve in cima alla lista dei membri del Partito, confermando che ora era l'uomo più potente del Paese. Tuttavia, dopo solo una settimana, Malenkov fu costretto a rassegnare le dimissioni dal Segretariato, in quanto la nuova dirigenza non voleva che il potere venisse concentrato nelle mani di un solo uomo, come era stato in passato con Stalin. Fu Chruščёv a sostituirlo alla guida del Partito, anche se non venne nominato segretario generale del PCUS fino al settembre 1953. Malenkov mantenne la carica di presidente, dando così il via al periodo del cosiddetto "duumvirato Malenkov-Chruščёv".
Malenkov rimase presidente per due anni. Durante questo lasso di tempo le sue attività politiche si mischiarono ad una lotta per il potere al Cremlino. Anche se rimase un convinto stalinista, Malenkov condannò il "culto della personalità" ed espresse la propria contrarietà allo sviluppo dell'armamento nucleare, dichiarando che "una guerra nucleare avrebbe portato a una distruzione globale". Inoltre si oppose anche alla promozione di nuove leve nel Partito, cosa che portò presto al suo declino politico.

### Caduta

Malenkov nel 1964

Nel febbraio 1955 Malenkov fu costretto a dimettersi con l'accusa di abuso di potere e per i suoi rapporti passati con Berija (giustiziato nel dicembre 1953 come traditore). Per altri due anni egli rimase membro regolare del Presidium. Insieme a Chruščёv, si recò nelle isole Brioni (Jugoslavia) nella notte tra l'1 e il 2 novembre 1956 per informare Josip Broz Tito dell'imminente invasione dell'Ungheria da parte dei sovietici in programma per il 4 novembre.
Tuttavia, nel 1957, Malenkov organizzò un colpo di Stato contro Chruščёv. Il tentativo fallì e lui e gli altri cospiratori (Molotov e Kaganovič) furono espulsi dal Politburo. Nel 1961 fu espulso dal Partito Comunista ed esiliato in una sperduta provincia dell'Unione Sovietica. Divenne direttore generale della centrale idroelettrica di Ust-Kamenogorsk, in Kazakistan, dove rimase fino alla pensione.
Morì il 14 gennaio 1988 all'età di 86 anni.

## Riferimenti nella cultura di massa
Il personaggio di Malenkov compare nel film del 2017 Morto Stalin, se ne fa un altro, interpretato da Jeffrey Tambor.